# Eurycarpus marinellii
Eurycarpus marinellii är en korsblommig växtart som först beskrevs av Renato Pampanini, och fick sitt nu gällande namn av Al-shehbaz och Guang Yang. Eurycarpus marinellii ingår i släktet Eurycarpus och familjen korsblommiga växter. Inga underarter finns listade i Catalogue of Life.